# Арсак
Арсак (фр. Arsac) насеље је и општина у југозападној Француској у региону Аквитанија, у департману Жиронда која припада префектури Бордо.
По подацима из 2011. године у општини је живело 3.215 становника, а густина насељености је износила 98,62 становника/km². Општина се простире на површини од 32,6 km². Налази се на средњој надморској висини од 15 метара (максималној 41 m, а минималној 5 m).

## Демографија
| 1962. | 1968. | 1975. | 1982. | 1990. | 1999. | 2011. |
| ----- | ----- | ----- | ----- | ----- | ----- | ----- |
| 651   | 685   | 932   | 1.902 | 2.729 | 2.818 | 3.215 |

График промене броја становника у току последњих година